# Detroit Pistons 2005-2006
La stagione 2005-06 dei Detroit Pistons fu la 57ª nella NBA per la franchigia.
I Detroit Pistons vinsero la Central Division della Eastern Conference con un record di 64-18. Nei play-off vinsero il primo turno con i Milwaukee Bucks (4-1), la semifinale di conference con i Cleveland Cavaliers (4-3), perdendo poi la finale di conference con i Miami Heat (4-2).

## Roster
| N° | Naz.                           | Ruolo | Sportivo         | Anno | Alt. | Peso |
| -- | ------------------------------ | ----- | ---------------- | ---- | ---- | ---- |
| 00 | Stati Uniti (bandiera)         | G     | Tony Delk        | 1974 | 185  | 86   |
| 1  | Stati Uniti (bandiera)         | G     | Chauncey Billups | 1976 | 191  | 92   |
| 3  | Stati Uniti (bandiera)         | AC    | Ben Wallace      | 1974 | 206  | 109  |
| 5  | Stati Uniti (bandiera)         | G     | Maurice Evans    | 1978 | 196  | 91   |
| 6  | Stati Uniti (bandiera)         | G     | Alex Acker       | 1983 | 196  | 84   |
| 10 | Stati Uniti (bandiera)         | G     | Lindsey Hunter   | 1970 | 188  | 77   |
| 13 | Stati Uniti (bandiera)         | C     | Kelvin Cato      | 1974 | 211  | 116  |
| 20 | Argentina (bandiera)           | G     | Carlos Delfino   | 1982 | 198  | 104  |
| 22 | Stati Uniti (bandiera)         | A     | Tayshaun Prince  | 1980 | 206  | 98   |
| 24 | Stati Uniti (bandiera)         | AC    | Antonio McDyess  | 1974 | 206  | 100  |
| 25 | Stati Uniti (bandiera)         | A     | Amir Johnson     | 1987 | 206  | 95   |
| 30 | Porto Rico (bandiera)          | G     | Carlos Arroyo    | 1979 | 188  | 92   |
| 31 | Serbia e Montenegro (bandiera) | AC    | Darko Miličić    | 1985 | 213  | 113  |
| 32 | Stati Uniti (bandiera)         | GA    | Richard Hamilton | 1978 | 198  | 84   |
| 34 | Stati Uniti (bandiera)         | A     | Dale Davis       | 1969 | 211  | 104  |
| 36 | Stati Uniti (bandiera)         | AC    | Rasheed Wallace  | 1974 | 208  | 102  |
| 54 | Stati Uniti (bandiera)         | A     | Jason Maxiell    | 1983 | 201  | 118  |

## Staff tecnico
- Allenatore: Flip Saunders
- Vice-allenatori: Igor Kokoškov, Sidney Lowe, Don Zierden